# Microgramma brunei
Microgramma brunei är en stensöteväxtart som först beskrevs av Werckle och Hermann Christ och fick sitt nu gällande namn av David Bruce Lellinger. Microgramma brunei ingår i släktet Microgramma och familjen Polypodiaceae. Inga underarter finns listade.